# سدم متعددة الرؤوس
السدم متعددة الرؤوس Sedum multiceps, والمعروفة أيضاً باسم شجرة جوشوا المصغرة / القزم, هي نوع معمر نفضي من الأزهار الجميلة من عائلة النبات العصاري Crassulaceae, موطنها الجزائر.  يأخذ هذا النبات اسمه من أوراقه اللامعة التي تنمو في مجموعات تشبه اليكة قصيرة الأوراق. تم تسميته رسمياً كنوع مميز في عام 1862م.

## وصف
تتميز السدم متعددة الرؤوس عادة بشجيرة متعددة الفروع و تتكون من أوراق خضراء رمادية تنمو عند أطراف فروعها. تعطي جذوراً سطحية وحصائراً من سيقان خشبية قصيرة تنتشر بسرعة عبر مناطق واسعة, و تعطي أزهاراً صفراء زاهية على شكل نجمة في أواخر الصيف. 

## زراعة
يُزرع السدم متعدد الرؤوس كنبات للزينة, عادةً للزراعة في الحاويات أو في الحدائق كغطاء أرضي. حيث يحتاج إلى القليل من الاهتمام, و يتحمل جميع أنواع التربة باستثناء التربة الطينية.

## روابط خارجية
- Sedum multiceps at IPNI
- Sedum multiceps at World of Succulents